# حنجلول
حنجلول أو حينجلول (بالصومالية: Xingalool)‏ بلدة تابعة لمحافظة سناج شمال الصومال وهي عاصمة مقاطعة حنجلول.

## نظرة عامة
تقع حنجلول على هضبة الحديد بمحافظة سناج، واستوطنت لأول مرة عام 1958. وتوسعت البلدة وتضاعف أعداد سكانها في أعقاب الحرب الأهلية الصومالية ليتم ترقيتها إلى مقاطعة.
في نوفمبر 2017 شيّدت بونتلاند قاعدة عسكرية على مشارف المدينة. في أكتوبر 2020 زار وزيرا التربية والتعليم، و الزراعة بحكومة بونتلاند بلدة حنجلول لتقييم الاحتياجات وتقديم الدعم للمدارس والمؤسسات التعليمية في المنطقة.
ورغم النمو الذي شهدته البلدة، إلا أنها عانت من نقص في الخدمات الأساسية وغياب المساعدات الحكومية، عدا تقديم الحكومة الفيدرالية إمدادات طبية لمواجهة كوفيد-19 في سبتمبر 2021 حيث قدم المستشفى المحلي تقريرا عن حالات إصابة خطيرة.

## التعليم
تضم بلدة حنجلول عددا من المؤسسات الأكاديمية والتعليمية، ووفقاً لوزارة التربية والتعليم في بونتلاند، فإن في البلدة 11 مدرسة ابتدائية، بينها (مِنطِعِر، وشبيرالي، وعرمالي، ودار القرآن). كما أنها تضم مدارس ثانوية كذلك منها مدرسة حنجلول الثانوية، إضافة إلى ذلك، توفر المكتبة العامة ببلدة حنجلول خدمات مكتبية للمستخدمين من جميع الأعمار، كما تقدم دورات عبر الإنترنت